# Каирская пятиугольная мозаика
| Каирская пятиугольная мозаика | Каирская пятиугольная мозаика                                          |
| ----------------------------- | ---------------------------------------------------------------------- |
|                               |                                                                        |
| Тип                           | Двойственная полуправильная мозаика                                    |
| Грани                         | неправильные пятиугольники                                             |
| Диаграммы Коксетера — Дынкина | node_fh · 4 · node_fh · 4 · node · node_fh · 4 · node_fh · 4 · node_fh |
| Симметрия                     | p4g, [4+,4], (4*2) p4, [4,4]+, (442)                                   |
| Симметрия вращения            | p4, [4,4]+, (442)                                                      |
| Двойственная мозаика          | плосконосая квадратная мозаика                                         |
| Конфигурация грани            | V3.3.4.3.4 \|                                                          |
| Свойства                      | транзитивная по граням                                                 |

Каирская пятиугольная мозаика является двойственной полуправильной мозаикой на плоскости. Мозаика получила такое название по египетскому городу Каир, улицы которого вымощены такими плитками. Мозаика является одной из 15 известных равногранных (то есть имеющих грани только одного вида) пятиугольных мозаик.
Мозаика также называется сетью Макмагона по имени Перси Александра Макмагона, опубликовавшего в 1921 году статью «New Mathematical Pastimes» (Новые математические развлечения).
Конвей называет мозаику 4-fold pentille (4-кратный пятипаркет).
Как 2-мерная кристаллическая решётка мозаика имеет те же специальные свойства, что и шестиугольная решётка. Обе решётки являются стандартной реализацией (в терминах М. Котани и Т. Сунада) для кристаллических решёток общего вида.

## Геометрия
Грани мозаики не являются правильными пятиугольниками — их стороны не равны (они имеют четыре длинные и одну короткую стороны с отношением {\displaystyle 1:{\sqrt {3}}-1}), а углы пятиугольника составляют (последовательно) {\displaystyle 120^{\circ },120^{\circ },90^{\circ },120^{\circ },90^{\circ }}. Мозаика имеет конфигурацию грани V3.3.4.3.4.
Мозаика похожа на призматическую пятиугольную мозаику с конфигурацией грани V3.3.3.4.4, но в этой мозаике два прямых угла находятся рядом.

### Вариации
Каирская пятиугольная мозаика имеет два вида с пониженной симметрией, которые являются равногранными пятиугольными мозаиками типов 4 и 8:
| p4 (442)         | pgg (22×)              |
| ---------------- | ---------------------- |
|                  |                        |
| b=c, d=e B=D=90° | b=c=d=e 2B+C=D+2E=360° |
|                  |                        |

## Двойственная мозаика
Мозаика является двойственной для плосконосой квадратной мозаики, состоящей из двух квадратов и трёх равносторонних треугольников вокруг каждой вершины.

## Связь с шестиугольными мозаиками
Эту мозаику можно рассматривать как объединение двух перпендикулярных шестиугольных мозаик, растянутых в {\displaystyle {\sqrt {3}}} раз. Каждый Шестиугольник делится на четыре пятиугольника. Шестиугольники можно сделать вогнутыми, что приведёт к вогнутым пятиугольникам. Альтернативно, одну шестиугольную мозаику можно оставить правильной, а другую сжать и растянуть (в разных направлениях) в {\displaystyle {\sqrt {3}}} раз, что приводит к образованию 2 видов пятиугольников.
|  |  |  |

## Топологически эквивалентные мозаики
Как двойственная плосконосой квадратной мозаике данная мозаика имеет фиксированные пропорции. Однако её можно подстроить под другие геометрические формы с той же топологической связностью и другой симметрией. Например, эти мозаики топологически идентичны.
|                        |                        |                               |
| Переплетение «рогожка» | Переплетение «рогожка» | Наложение на каирскую мозаику |

## Усечённая каирская пятиугольная мозаика
Усечение 4-валентных вершин создаёт мозаику, связанную с многогранником Голдберга, и ей может быть дан символ {4+,4}2,1. Пятиугольники усекаются до семиугольников. Двойственная мозаика к {4,4+}2,1 имеет только треугольные грани и связана с геодезическим многогранником. Её можно рассматривать как плосконосую квадратную мозаику, в которой квадраты заменены четырьмя треугольниками.
| Усечённая каирская пятиугольная мозаика | Кис-плосконосая квадратная мозаика |

## Связанные многогранники и мозаики
Каирская пятиугольная мозаика подобна призматической пятиугольной мозаике с конфигурацией граней V3.3.3.4.4, двум 2-однородным двойственным мозаикам и двум 3-однородным двойственным, в которых смешаны два типа пятиугольников. Здесь они нарисованы с выделением цветом рёбер.
| V3.3.3.4.4 | V3.3.4.3.4 |

| Связанные пятиугольные мозаики      | Связанные пятиугольные мозаики      | Связанные пятиугольные мозаики | Связанные пятиугольные мозаики | Связанные пятиугольные мозаики | Связанные пятиугольные мозаики | Связанные пятиугольные мозаики | Связанные пятиугольные мозаики |
| Каирская пятиугольная мозаика       | Каирская пятиугольная мозаика       | 2-однородные двойственные      | 2-однородные двойственные      | 2-однородные двойственные      | 2-однородные двойственные      | 2-однородные двойственные      | 2-однородные двойственные      |
| p4g (4*2)                           | p4g (4*2)                           | p2, (2222)                     | pgg (22×)                      | cmm (2*22)                     | cmm (2*22)                     |                                |                                |
| ----------------------------------- | ----------------------------------- | ------------------------------ | ------------------------------ | ------------------------------ | ------------------------------ | ------------------------------ | ------------------------------ |
|                                     |                                     |                                |                                |                                |                                |                                |                                |
| V3.3.4.3.4                          | V3.3.4.3.4                          | (V3.3.3.4.4; V3.3.4.3.4)       | (V3.3.3.4.4; V3.3.4.3.4)       | (V3.3.3.4.4; V3.3.4.3.4)       | (V3.3.3.4.4; V3.3.4.3.4)       |                                |                                |
| Призматическая пятиугольная мозаика | Призматическая пятиугольная мозаика | 3-однородные двойственные      | 3-однородные двойственные      | 3-однородные двойственные      | 3-однородные двойственные      | 3-однородные двойственные      | 3-однородные двойственные      |
| cmm (2*22)                          | cmm (2*22)                          | p2 (2222)                      | pgg (22×)                      | p2 (2222)                      | pgg (22×)                      |                                |                                |
|                                     |                                     |                                |                                |                                |                                |                                |                                |
| V3.3.3.4.4                          | V3.3.3.4.4                          | (V3.3.3.4.4; V3.3.4.3.4)       | (V3.3.3.4.4; V3.3.4.3.4)       | (V3.3.3.4.4; V3.3.4.3.4)       | (V3.3.3.4.4; V3.3.4.3.4)       |                                |                                |

Каирская пятиугольная мозаика находится в последовательности двойственных плосконосых многогранников и мозаик с конфигурацией граней V3.3.4.3.n.
| 4n2 симметрии плосконосых мозаик: 3.3.4.3.n | 4n2 симметрии плосконосых мозаик: 3.3.4.3.n | 4n2 симметрии плосконосых мозаик: 3.3.4.3.n | 4n2 симметрии плосконосых мозаик: 3.3.4.3.n | 4n2 симметрии плосконосых мозаик: 3.3.4.3.n | 4n2 симметрии плосконосых мозаик: 3.3.4.3.n | 4n2 симметрии плосконосых мозаик: 3.3.4.3.n | 4n2 симметрии плосконосых мозаик: 3.3.4.3.n | 4n2 симметрии плосконосых мозаик: 3.3.4.3.n |
| Симметрия 4n2                               | Сферическая                                 | Сферическая                                 | Евклидова                                   | Компактная гиперболическая                  | Компактная гиперболическая                  | Компактная гиперболическая                  | Компактная гиперболическая                  | Paracomp.                                   |
| Симметрия 4n2                               | 242                                         | 342                                         | 442                                         | 542                                         | 642                                         | 742                                         | 842                                         | ∞42                                         |
| ------------------------------------------- | ------------------------------------------- | ------------------------------------------- | ------------------------------------------- | ------------------------------------------- | ------------------------------------------- | ------------------------------------------- | ------------------------------------------- | ------------------------------------------- |
| Плосконосые мозаики                         |                                             |                                             |                                             |                                             |                                             |                                             |                                             |                                             |
| Конфиг.                                     | 3.3.4.3.2                                   | 3.3.4.3.3                                   | 3.3.4.3.4                                   | 3.3.4.3.5                                   | 3.3.4.3.6                                   | 3.3.4.3.7                                   | 3.3.4.3.8                                   | 3.3.4.3.∞                                   |
| Гиро- мозаики                               |                                             |                                             |                                             |                                             |                                             |                                             |                                             |                                             |
| Конфиг.                                     | V3.3.4.3.2                                  | V3.3.4.3.3                                  | V3.3.4.3.4                                  | V3.3.4.3.5                                  | V3.3.4.3.6                                  | V3.3.4.3.7                                  | V3.3.4.3.8                                  | V3.3.4.3.∞                                  |

Она также находится в последовательности двойственных плосконосых многогранников и мозаик с конфигурацией граней V3.3.n.3.n.
| Тела с отсечёнными вершинами |            |            |            |            |            |            |            |            |
| Конфиг.                      | 3.3.2.3.2  | 3.3.3.3.3  | 3.3.4.3.4  | 3.3.5.3.5  | 3.3.6.3.6  | 3.3.7.3.7  | 3.3.8.3.8  | 3.3.∞.3.∞  |
| Повёрнытые тела              |            |            |            |            |            |            |            |            |
| Конфиг.                      | V3.3.2.3.2 | V3.3.3.3.3 | V3.3.4.3.4 | V3.3.5.3.5 | V3.3.6.3.6 | V3.3.7.3.7 | V3.3.8.3.8 | V3.3.∞.3.∞ |